# الغراب: سلم إلى الجنة
الغراب: سلم إلى الجنة (بالإنجليزية: The Crow: Stairway to Heaven)‏ هو مسلسل درامي تم إنتاجه في كندا وعرض من 25 سبتمبر 1998 إلى 22 مايو 1999.

## القصة
بعد عام واحد بالضبط من تعرضه للقتل الوحشي، يعود موسيقي موسيقى الروك إريك درافن إلى الأرض، باحثًا عن طريقة لتصحيح ما حدث وللم شمله مع رفيقته المفقودة شيلي ويبستر. مسترشداً بغراب روحي صوفي، فهو ليس حياً ولا ميتاً، ويمتلك قوى جديدة غريبة لمساعدته في بحثه عن الانتقام الذي يجب أن يصبح في نهاية المطاف بحثاً عن الخلاص.

## وصلات خارجية
الغراب: سلم إلى الجنة على موقع IMDb (الإنجليزية)
- الغراب: سلم إلى الجنة على موقع ميتاكريتيك (الإنجليزية)
- الغراب: سلم إلى الجنة على موقع كينوبويسك (الروسية)
- الغراب: سلم إلى الجنة على موقع ألو سيني (الفرنسية)
- الغراب: سلم إلى الجنة على موقع قاعدة بيانات الفيلم (الإنجليزية)